# كوربن والر
كوربن والر (بالإنجليزية: Corbin Waller)‏ هو لاعب كرة قدم أمريكي في مركز حراسة المرمى، ولد في 26 مارس 1985 في هاي بوينت في الولايات المتحدة. لعب مع هيوستن دينامو.

## وصلات خارجية
- كوربن والر على موقع الدوري الأمريكي (الإنجليزية)
- كوربن والر على موقع قاعدة بيانات كرة القدم.إي يو (الإنجليزية)